# جوني كارفر
جوني كارفر (بالإنجليزية: Johnny Carver)‏ هو كاتب أغاني أمريكي، ولد في 24 نوفمبر 1940.

## وصلات خارجية
- الموقع الرسمي
- جوني كارفر على موقع ميوزك برينز (الإنجليزية)
- جوني كارفر على موقع ديسكوغز (الإنجليزية)